# Grand Prix automobile des États-Unis Ouest 1978
Résultats du Grand Prix des États-Unis Ouest de Formule 1 1978 qui a eu lieu sur le circuit urbain de Long Beach le 2 avril 1978.

## Classement
| Pos  | N° | Pilote                | Écurie             | Tours | Temps/Abandon       | Grille | Points |
| ---- | -- | --------------------- | ------------------ | ----- | ------------------- | ------ | ------ |
| 1    | 11 | Carlos Reutemann      | Ferrari            | 80    | 1 h 52 min 01 s 301 | 1      | 9      |
| 2    | 5  | Mario Andretti        | Lotus-Ford         | 80    | +11 s 061           | 4      | 6      |
| 3    | 4  | Patrick Depailler     | Tyrrell-Ford       | 80    | +28 s 951           | 12     | 4      |
| 4    | 6  | Ronnie Peterson       | Lotus-Ford         | 80    | +45 s 603           | 6      | 3      |
| 5    | 26 | Jacques Laffite       | Ligier-Matra       | 80    | +1 min 22 s 884     | 14     | 2      |
| 6    | 35 | Riccardo Patrese      | Arrows-Ford        | 79    | +1 tour             | 9      | 1      |
| 7    | 27 | Alan Jones            | Williams-Ford      | 79    | +1 tour             | 8      |        |
| 8    | 14 | Emerson Fittipaldi    | Fittipaldi-Ford    | 79    | +1 tour             | 15     |        |
| 9    | 36 | Rolf Stommelen        | Arrows-Ford        | 79    | +1 tour             | 18     |        |
| 10   | 17 | Clay Regazzoni        | Shadow-Ford        | 79    | +1 tour             | 20     |        |
| 11   | 10 | Jean-Pierre Jarier    | ATS-Ford           | 75    | +5 tours            | 19     |        |
| 12   | 8  | Patrick Tambay        | McLaren-Ford       | 74    | Accident            | 11     |        |
| Abd. | 20 | Jody Scheckter        | Wolf-Ford          | 59    | Accident            | 10     |        |
| Abd. | 19 | Vittorio Brambilla    | Surtees-Ford       | 50    | Transmission        | 17     |        |
| Abd. | 15 | Jean-Pierre Jabouille | Renault            | 43    | Turbo               | 13     |        |
| Abd. | 12 | Gilles Villeneuve     | Ferrari            | 38    | Accident            | 2      |        |
| Abd. | 1  | Niki Lauda            | Brabham-Alfa Romeo | 27    | Allumage            | 3      |        |
| Abd. | 3  | Didier Pironi         | Tyrrell-Ford       | 25    | Boîte de vitesses   | 22     |        |
| Abd. | 37 | Arturo Merzario       | Team Merzario-Ford | 17    | Boîte de vitesses   | 21     |        |
| Abd. | 9  | Jochen Mass           | ATS-Ford           | 11    | Freins              | 16     |        |
| Abd. | 2  | John Watson           | Brabham-Alfa Romeo | 9     | Boîte de vitesses   | 5      |        |
| Abd. | 7  | James Hunt            | McLaren-Ford       | 5     | Accident            | 7      |        |
| Np.  | 18 | Rupert Keegan         | Surtees-Ford       |       | Accident aux essais |        |        |
| Np.  | 16 | Hans-Joachim Stuck    | Shadow-Ford        |       | Accident aux essais |        |        |
| Nq.  | 30 | Brett Lunger          | McLaren-Ford       |       | Non qualifié        |        |        |
| Nq.  | 23 | Lamberto Leoni        | Ensign-Ford        |       | Non qualifié        |        |        |
| Npq. | 32 | Keke Rosberg          | Theodore-Ford      |       | Non préqualifié     |        |        |
| Npq. | 25 | Héctor Rebaque        | Lotus-Ford         |       | Non préqualifié     |        |        |
| Npq. | 39 | Danny Ongais          | Shadow-Ford        |       | Non préqualifié     |        |        |
| Npq. | 24 | Derek Daly            | Hesketh-Ford       |       | Non préqualifié     |        |        |

Légende :
- Abd.=Abandon - Np.=Non partant

## Pole position et record du tour
- Pole position : Carlos Reutemann en 1 min 20 s 636 (vitesse moyenne : 145,141 km/h).
- Tour le plus rapide : Alan Jones en 1 min 22 s 215 au 27e tour (vitesse moyenne : 142,354 km/h).

## Tours en tête
- Gilles Villeneuve : 38 (1-38)
- Carlos Reutemann : 42 (39-80)

## À noter
- 7e victoire pour Carlos Reutemann.
- 70e victoire pour Ferrari en tant que constructeur.
- 70e victoire pour Ferrari en tant que motoriste.
- Rupert Keegan et Hans Joachim Stuck, 22e et 23e des qualifications, n'ont pu prendre le départ de la course à la suite d'accidents pendant les essais. Didier Pironi, 24e en qualifications et non initialement qualifié, a alors pu prendre le départ de la course.